# Kazimierz Kozłowski (geolog)
Kazimierz Kozłowski (ur. 11 grudnia 1931 w Poznaniu, zm. 30 stycznia 2000) – polski geolog, profesor nauk o Ziemi.

## Życiorys
W 1956 r. ukończył studia geologiczne na Uniwersytecie Warszawskim, w 1980 r. uzyskał tytuł profesora nauk o Ziemi. Pracował w Katedrze Geochemii, Mineralogii i Petrografii na Wydziale Nauk o Ziemi Uniwersytetu Śląskiego w Katowicach.
Był członkiem Komitetu Nauk Mineralogicznych PAN.

## Odznaczenia i wyróżnienia
- Krzyż Oficerski Orderu Odrodzenia Polski[1]
- Krzyż Kawalerski Orderu Odrodzenia Polski[1]
- Nagroda Rektora Uniwersytetu Śląskiego Uniwersytetu Śląskiego[1]
- Nagroda Ministra Szkolnictwa Wyższego (trzykrotnie)[1]
- Medal Komisji Edukacji Narodowej[1]
- Złoty Krzyż Zasługi[1]